# Onocleaceae
Onocleaceae är en familj av ormbunkar. Onocleaceae ingår i ordningen Polypodiales, klassen Polypodiopsida, fylumet kärlväxter och riket Plantae. Enligt Catalogue of Life omfattar familjen Onocleaceae 5 arter. 
Kladogram enligt Catalogue of Life:
| Onocleaceae | \| \| Matteuccia \| \| \| \| \| \| Onoclea \| \| \| \| \| \| Pentarhizidium \| \| \| \| |
|             | \| \| Matteuccia \| \| \| \| \| \| Onoclea \| \| \| \| \| \| Pentarhizidium \| \| \| \| |
|             | Aspleniaceae                                                                            |
|             |                                                                                         |
|             | Athyriaceae                                                                             |
|             |                                                                                         |
|             | Blechnaceae                                                                             |
|             |                                                                                         |
|             | Cystopteridaceae                                                                        |
|             |                                                                                         |
|             | Davalliaceae                                                                            |
|             |                                                                                         |
|             | Dennstaedtiaceae                                                                        |
|             |                                                                                         |
|             | Diplaziopsidaceae                                                                       |
|             |                                                                                         |
|             | Dryopteridaceae                                                                         |
|             |                                                                                         |
|             | Hemidictyaceae                                                                          |
|             |                                                                                         |
|             | Hypodematiaceae                                                                         |
|             |                                                                                         |
|             | Lindsaeaceae                                                                            |
|             |                                                                                         |
|             | Lomariopsidaceae                                                                        |
|             |                                                                                         |
|             | Lonchitidaceae                                                                          |
|             |                                                                                         |
|             | Nephrolepidaceae                                                                        |
|             |                                                                                         |
|             | Oleandraceae                                                                            |
|             |                                                                                         |
|             | Polypodiaceae                                                                           |
|             |                                                                                         |
|             | Pteridaceae                                                                             |
|             |                                                                                         |
|             | Rhachidosoridaceae                                                                      |
|             |                                                                                         |
|             | Saccolomataceae                                                                         |
|             |                                                                                         |
|             | Tectariaceae                                                                            |
|             |                                                                                         |
|             | Thelypteridaceae                                                                        |
|             |                                                                                         |
|             | Woodsiaceae                                                                             |
|             |                                                                                         |
|             | Matteuccia                                                                              |
|             |                                                                                         |
|             | Onoclea                                                                                 |
|             |                                                                                         |
|             | Pentarhizidium                                                                          |
|             |                                                                                         |

|  | Matteuccia     |
|  |                |
|  | Onoclea        |
|  |                |
|  | Pentarhizidium |
|  |                |

## Bildgalleri

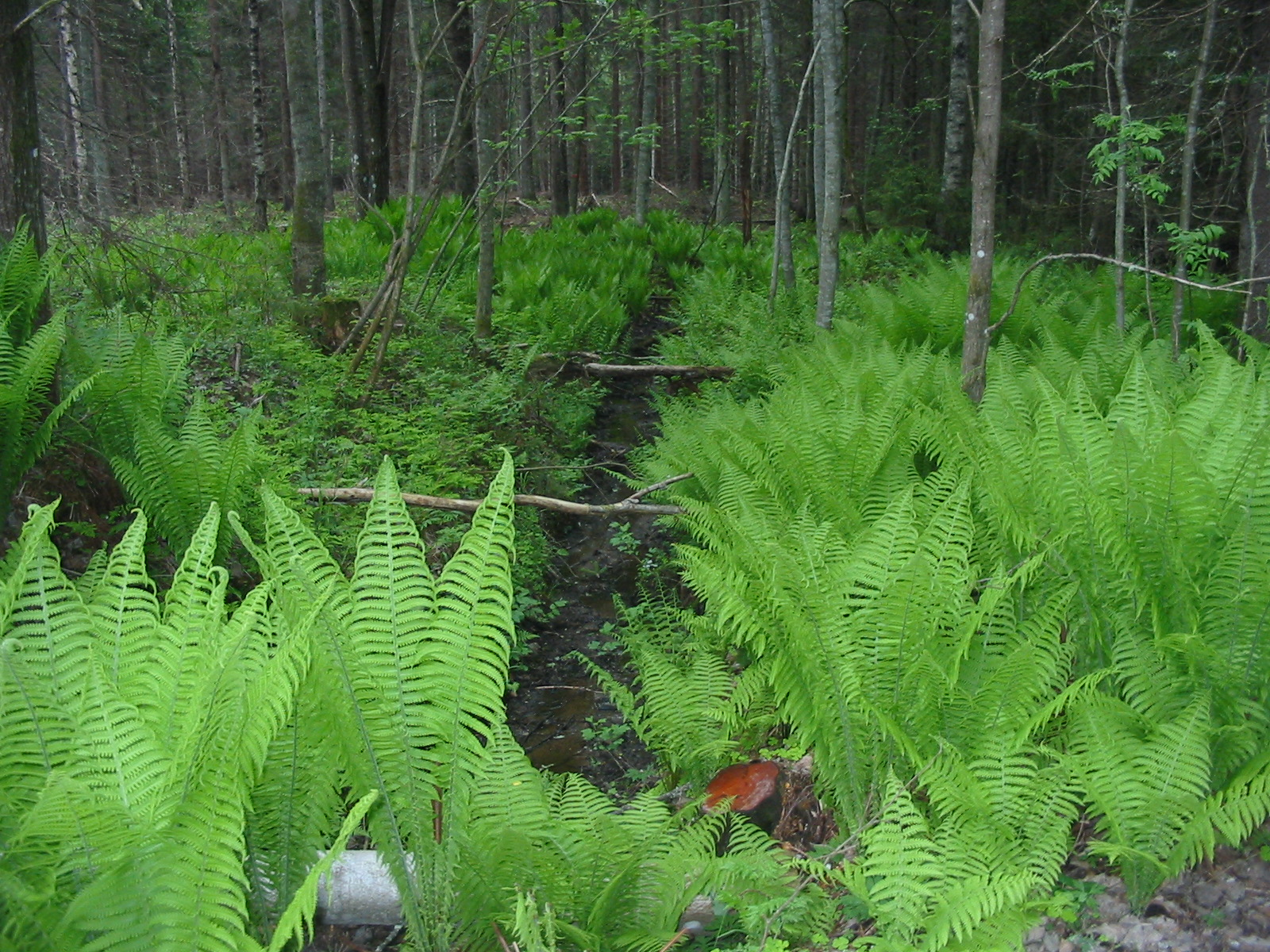
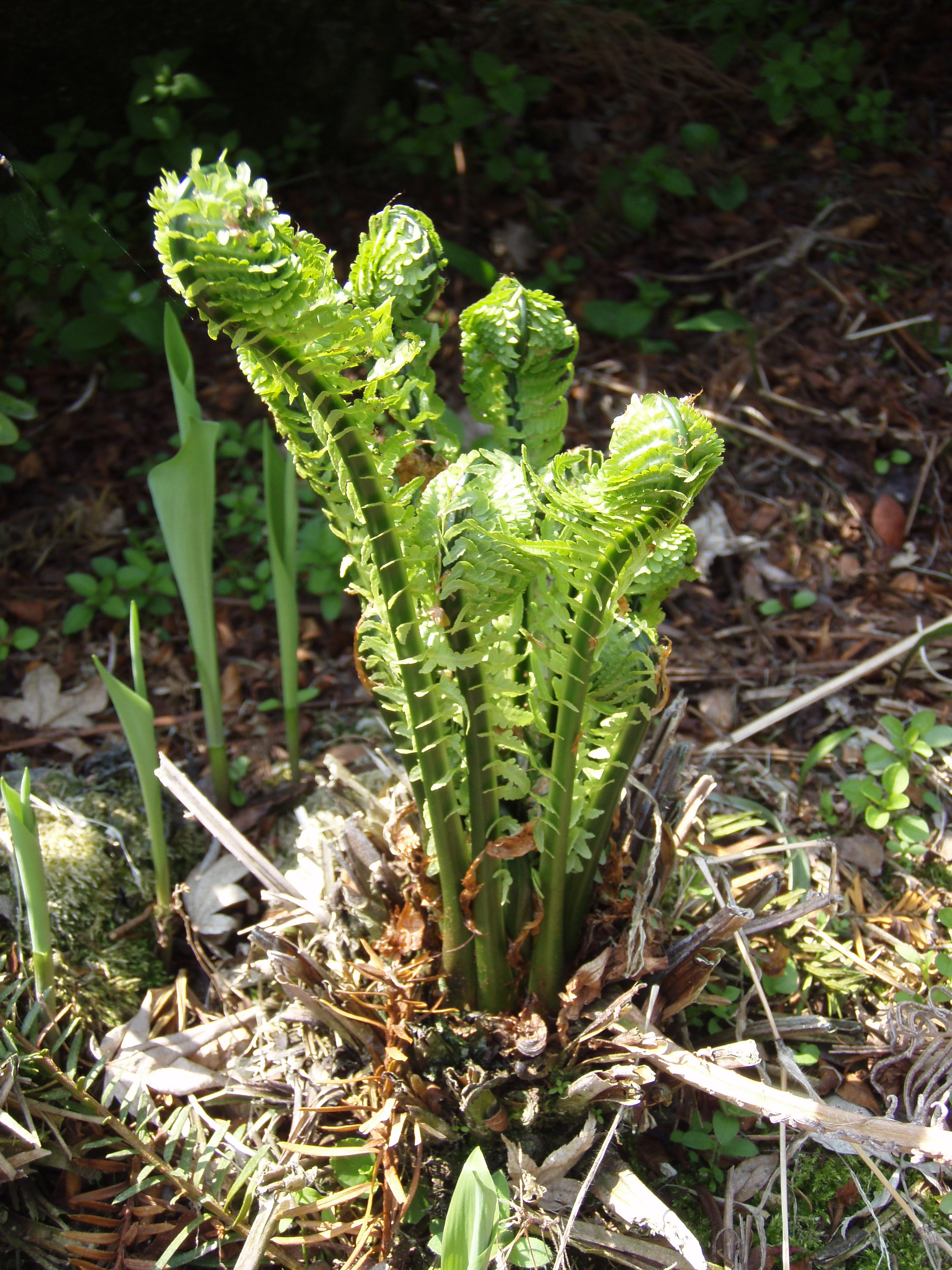
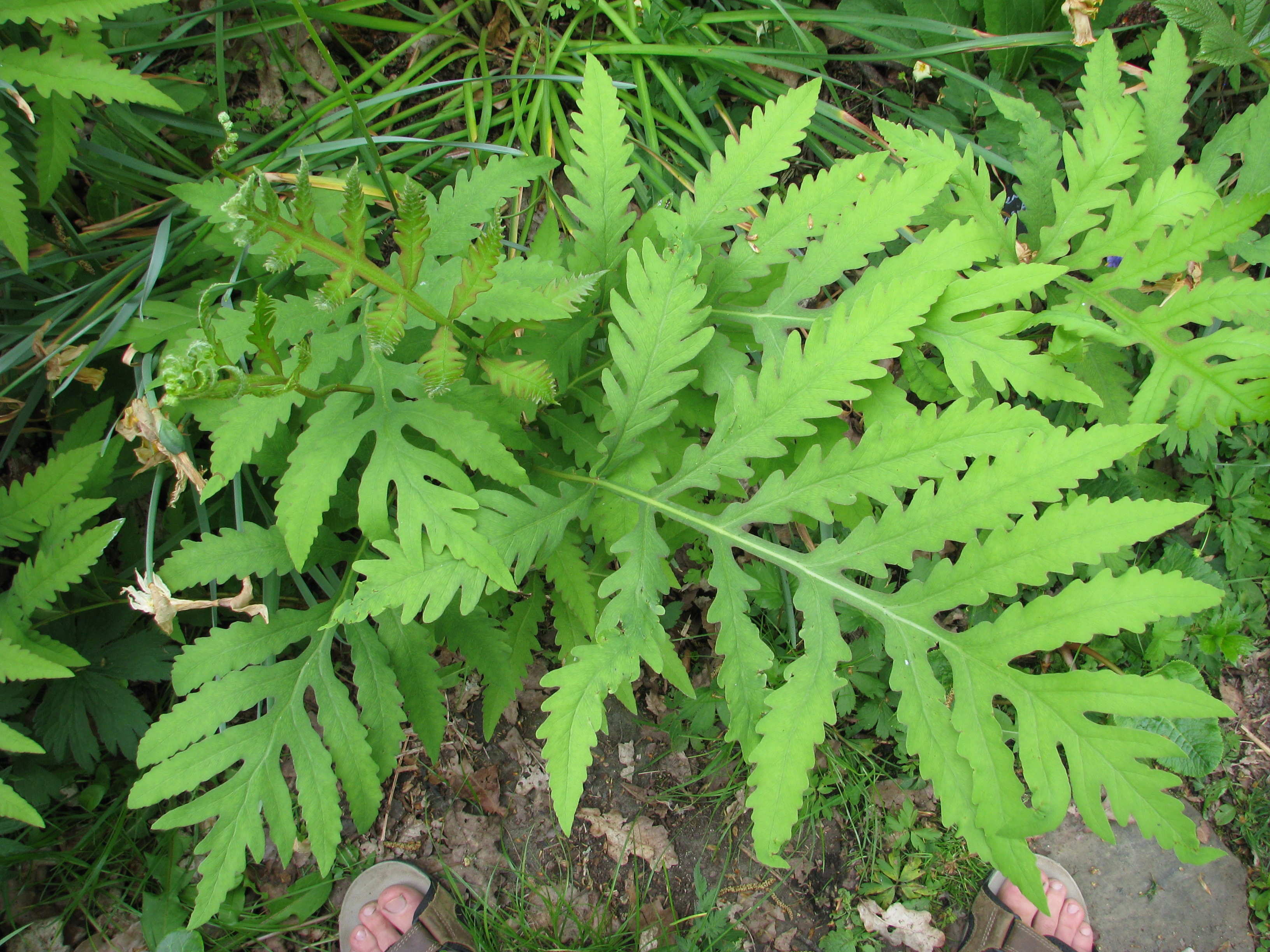
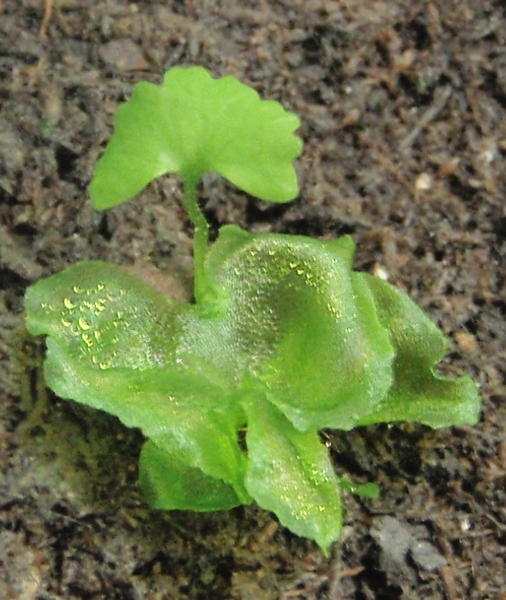
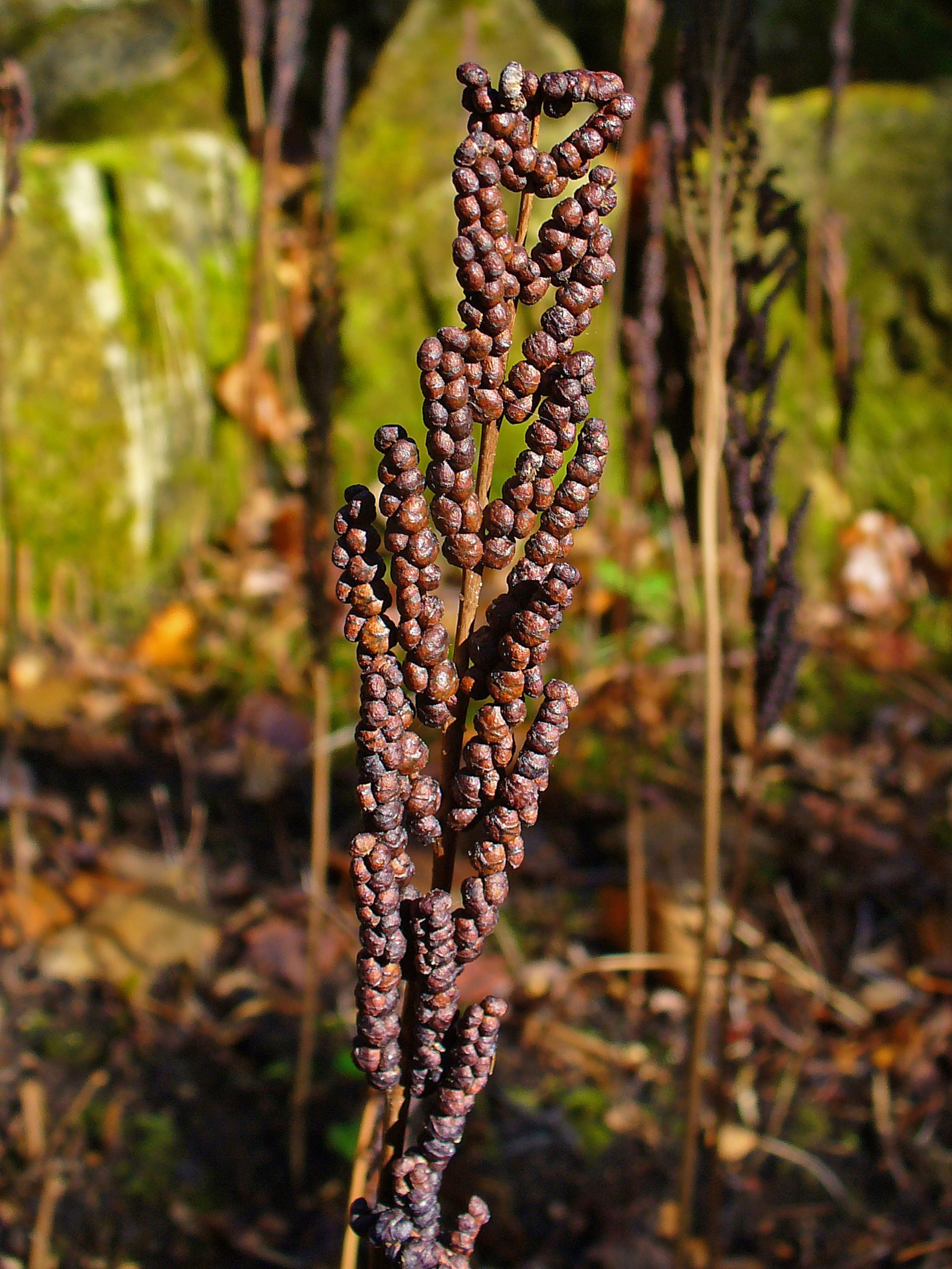
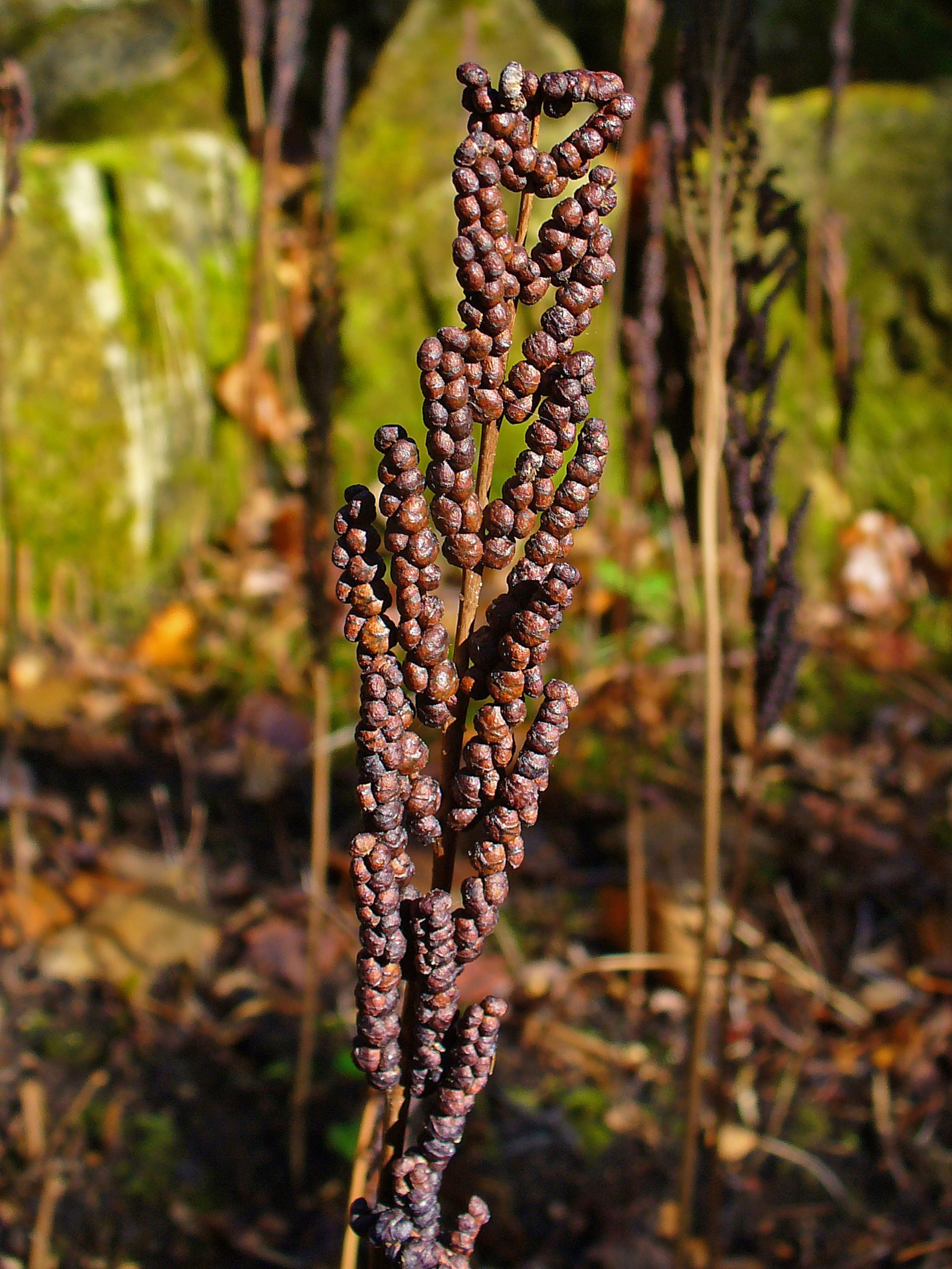